# Клир-Крик (округ)
Клир-Крик (англ. Clear Creek County) — округ в штате Колорадо (США).

## Описание

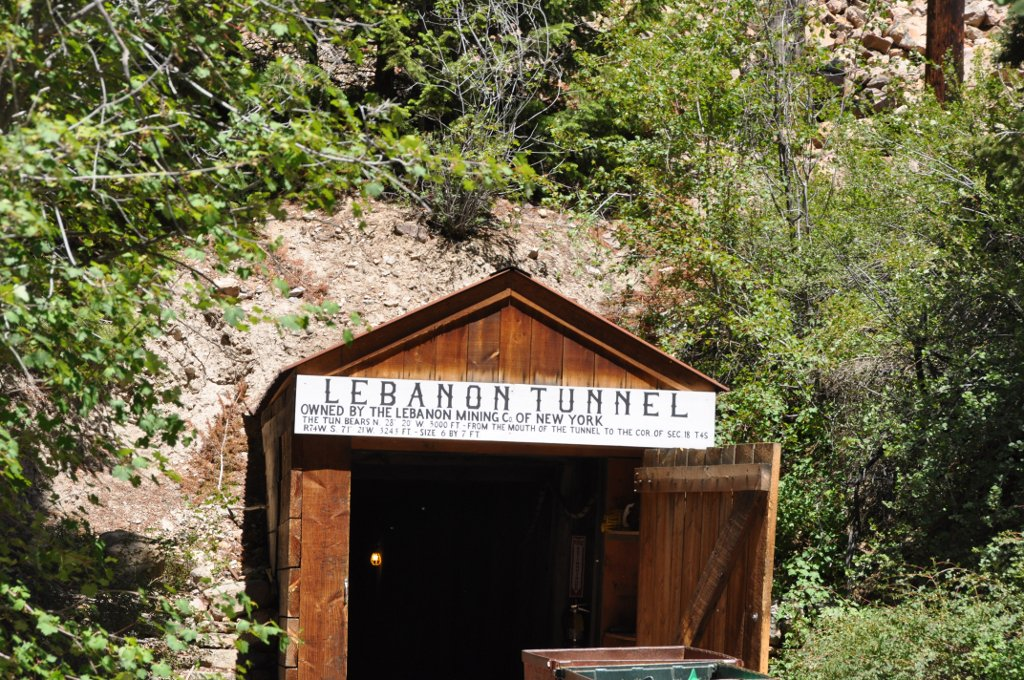
Вход в шахту «Ливанский тоннель»

Округ расположен в центральной части штата. Назван в честь реки Клир-Крик (Clear Creek), протекающей по территории округа. Столица (с 1867 года) — Джорджтаун, крупнейший город округа — Айдахо-Спрингс (Idaho Springs) (столица округа в 1861—1867 годах). Открытые водные пространства занимают 3 км², что составляет 0,25% от общей площади округа в 1027 км².

## История
Округ Клир-Крик, один из 17 «первоначальных», был образован 1 ноября 1861 года. В отличие от подавляющего большинства других округов штата, Клир-Крик с момента создания до наших дней ни разу не менял своих границ.
С 1859 года в округе в значительных количествах добываются полезные ископаемые, в особенности золото.

## Демография
Население
- 1870 год — 1596 жителей
- 1880 — 7823
- 1890 — 6612
- 1900 — 7082
- 1910 — 5001
- 1920 — 2891
- 1930 — 2155
- 1940 — 3784
- 1950 — 3289
- 1960 — 2793
- 1970 — 4819
- 1980 — 7308
- 1990 — 7619
- 2000]— 9322
- 2010 — 9088[4]
- 2011 — 9012[4]
- 2020 — 9397

Расовый состав
- белые — 96,4%
- афроамериканцы — 0,3%
- коренные американцы — 0,7%
- азиаты — 0,4%
- прочие расы — 1,0%
- две и более расы — 1,2%
- латиноамериканцы (любой расы) — 3,9%

## Достопримечательности

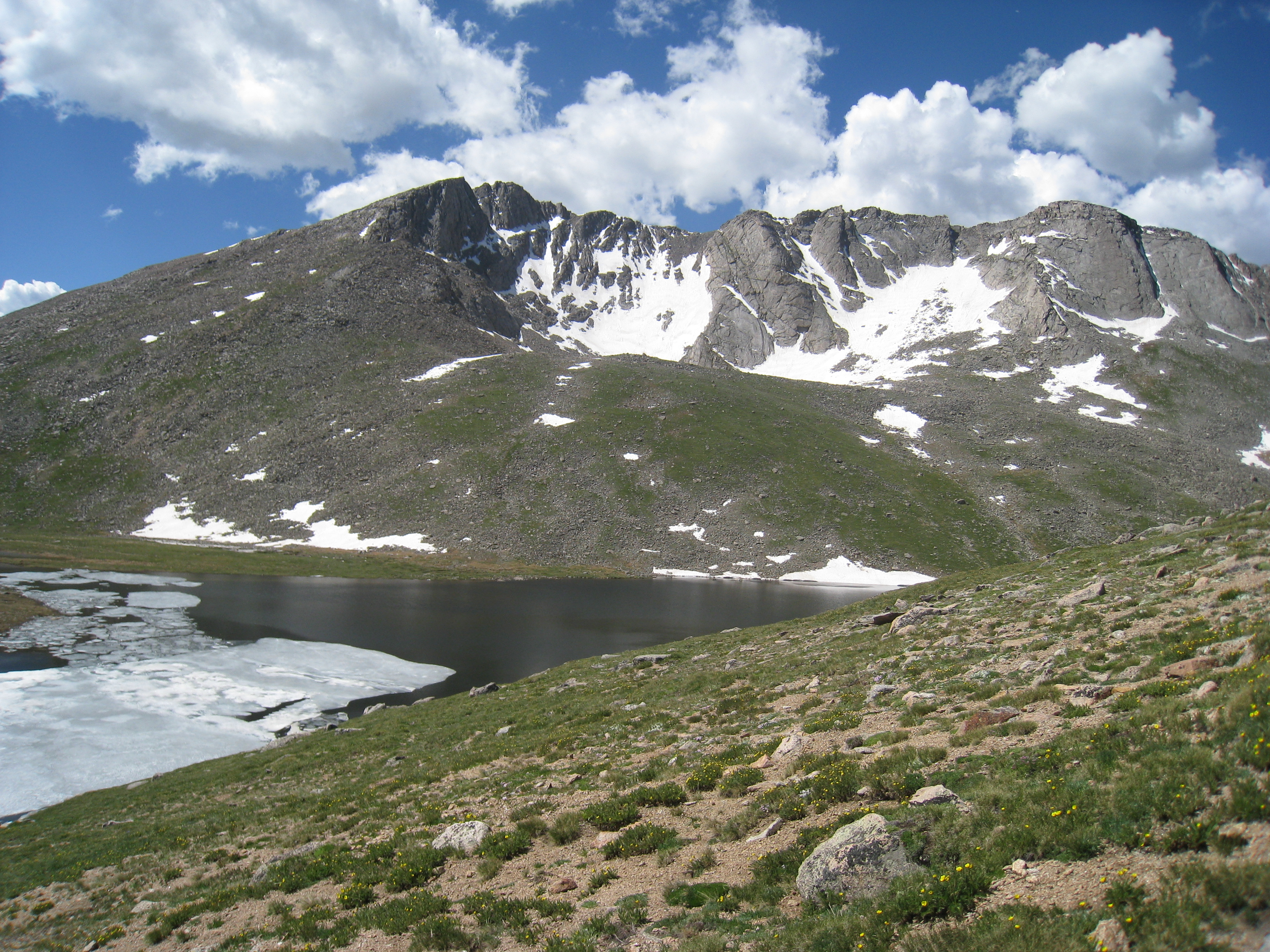
Гора Эванс — высшая точка округа, 4348 метров

- Кольцевая железная дорога Джорджтауна (англ. Georgetown Loop Railroad) — функционировала с 1884 по 1939 год.
- Национальный лес Пайк (частично на территории округа)
- Национальный лес Рузвельта (частично)
- Тропа Грейс-Пик (англ. Grays Peak Trail)
- Гора Эванс — высшая точка округа, 4348 метров
- Гора Бирстадт — высота 4287 метров